# Bois de Boulogne

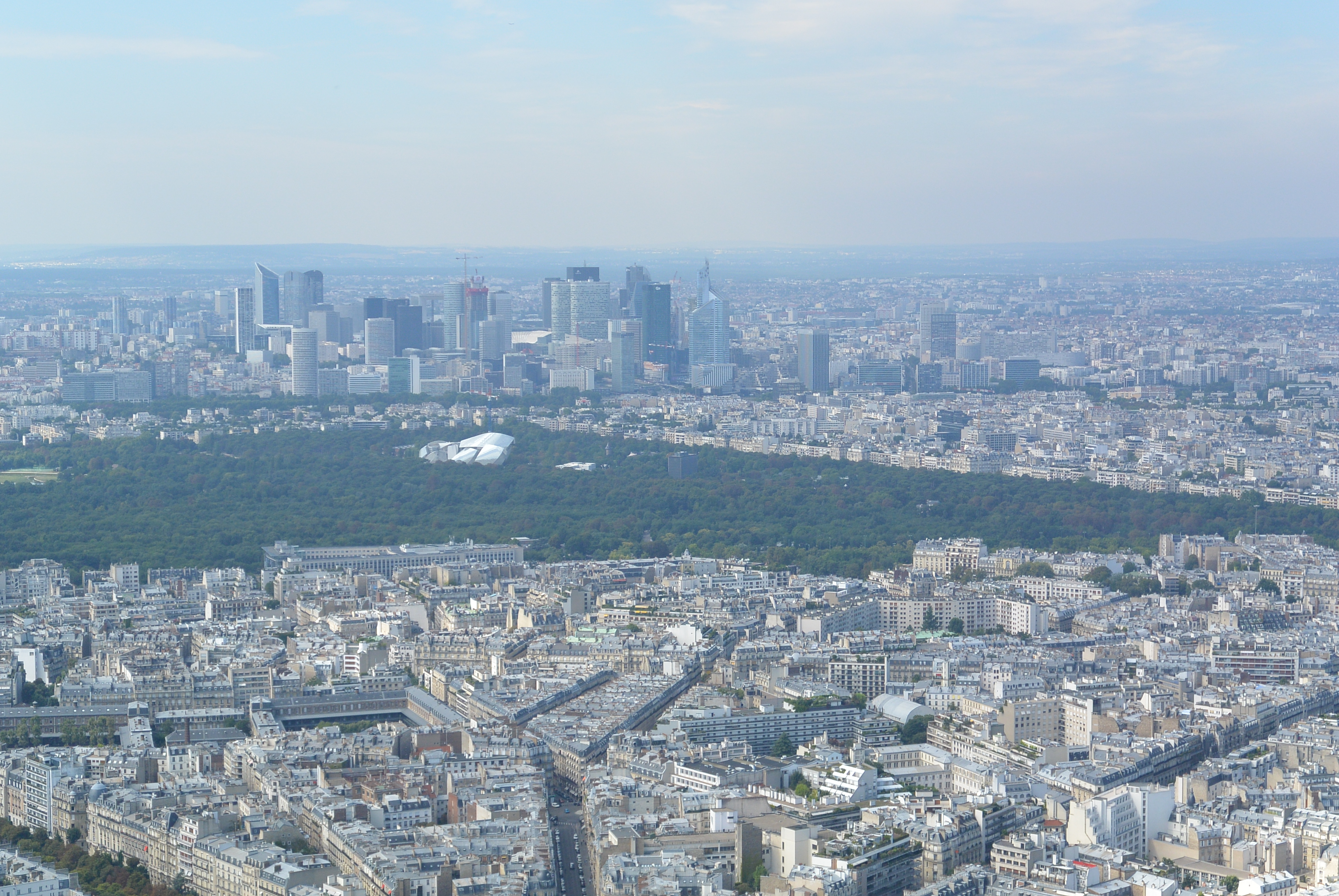
Bois de Boulogne från Eiffeltornet 2013.

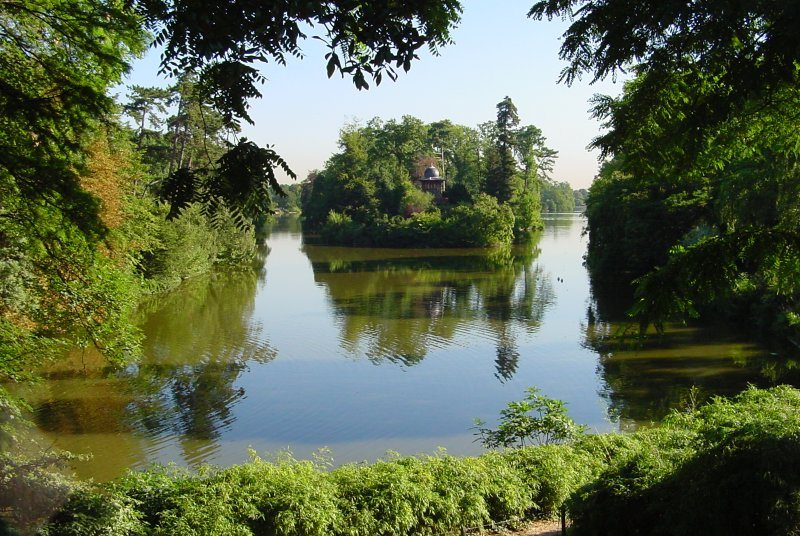
Bois de Boulogne.

Bois de Boulogne (Boulogneskogen) är en park i Paris sextonde arrondissement, i närheten av förorten Boulogne-Billancourt.
Boulogneskogen var från 1400-talet kunglig djurgård men öppnades under 1600-talet för allmänheten. Den skänktes av Napoleon III år 1852 till staden Paris och omvandlades i samband med detta av arkitekten Georges-Eugène Haussmann. Parken är omkring 846 hektar stor.
I Boulogneskogen finns en zoologisk trädgård samt de båda kapplöpningsbanorna Longchamp och Auteuil. I anslutning till skogen finns en botanisk trädgård (Jardin des serres d'Auteuil) samt tennisanläggningen Stade Roland Garros.
Bois de Boulognes norra del utgörs av parken Jardin d'Acclimatation, vid vilken 2008–2014 uppförts konsthallen Fondation Louis Vuitton, ritad av Frank Gehry.

Bois de Boulogne